# 陶都大橋
陶都大橋（とうとおおはし）は、岐阜県多治見市の土岐川に架かる橋である。
1958年（昭和33年）に立案された「多治見駅前整備計画」で建設が提案された。1966年（昭和41年）に橋名を一般公募で募集し、陶都大橋に決定した。多治見市が陶磁器（美濃焼）の生産が盛んであることから、陶磁器の都という意味がこめられている。

## 概要
- 供用： 1969年（昭和44年）6月12日
- 延長：164.3 m
- 幅員：20.0 m （車道4車線+両側に幅2.5mの歩道）

## 橋周辺
- JR多治見駅
- まなびパークたじみ（多治見市図書館）
- 昭和公園
- 多治見市土岐川観察館

## 隣の橋
（上流）  土岐川橋 - 土合橋 - 虎渓大橋（国道19号） - 記念橋 - 多治見橋（県道15号）- 昭和橋 - 陶都大橋 - 国長橋（国道248号） - 月見橋 - 古虎渓橋 - 諏訪大橋 （下流）